# Die Glocke (Pseudowissenschaft)
Die Glocke war ein angebliches geheimes wissenschaftlich-technisches Gerät, das in den 1940er Jahren als Wunderwaffe in NS-Deutschland entwickelt worden sein soll. Erstmals beschrieben von dem polnischen Journalisten und Autor Igor Witkowski in Die Wahrheit über die Wunderwaffe (2000), wurde sie später von dem Journalisten und Autor Nick Cook popularisiert, der sie mit dem Okkultismus der Nazis, Antigravitation und der angeblichen Unterdrückung freier Energiequellen durch eine Verschwörung in Verbindung brachte. Mainstream-Rezensenten haben die Behauptungen über diese angebliche Wunderwaffe als pseudowissenschaftlich, wiederverwertetes Gerücht und als Schwindel kritisiert. Die Glocke und andere angebliche „Wunderwaffen“ der Nazis sind in Videospielen, Fernsehsendungen und Romanen dramatisiert worden.

## Geschichte

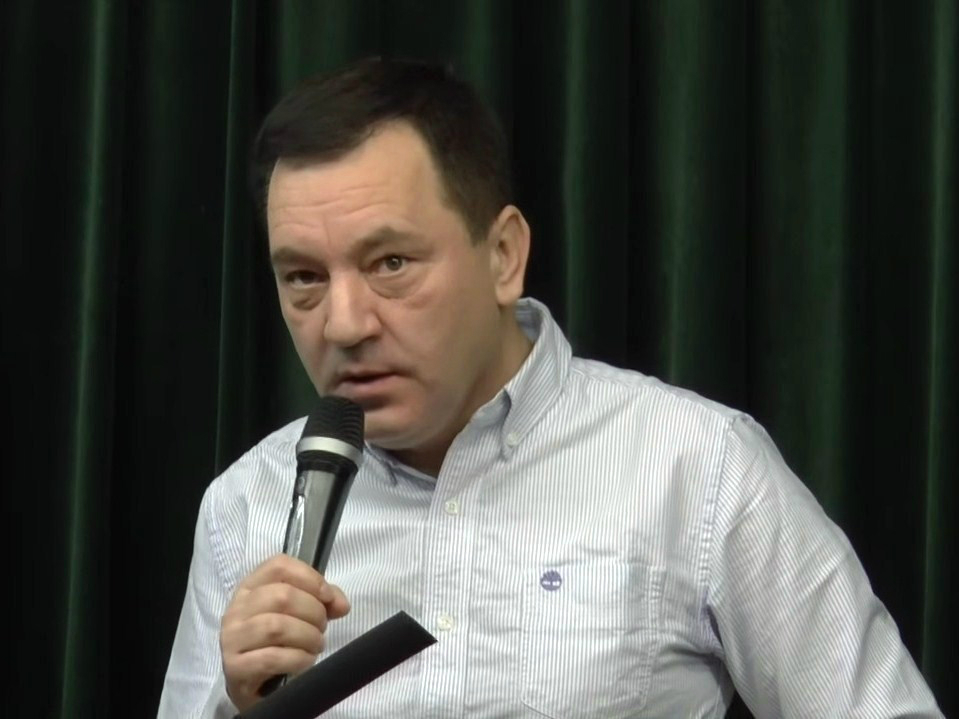
Igor Witkowski

In seinem 2001 erschienenen Buch The Hunt for Zero Point („Die Jagd nach dem Nullpunkt“) stellte der Autor Nick Cook fest, dass die Behauptungen über die Glocke ihren Ursprung in dem polnischen Buch Prawda o Wunderwaffe („Die Wahrheit über die Wunderwaffe“) von Igor Witkowski aus dem Jahr 2000 haben. Er beschrieb Witkowskis Behauptungen über ein von Nazi-Wissenschaftlern entwickeltes Gerät mit dem Namen „Die Glocke“, bei dem es sich um „eine leuchtende, rotierende Vorrichtung“ handelte, die angeblich „eine Art Antigravitationseffekt“ haben und eine „Zeitmaschine“ oder Teil eines „SS-Antigravitationsprogramms“ für eine fliegende Untertasse gewesen sein soll.
Cook zufolge soll die Glocke die Form einer solchen gehabt haben, soll etwa 4 m hoch gewesen sein und einen Durchmesser von 3 m gehabt haben. Sie enthielt „zwei gegenläufige Hochgeschwindigkeitszylinder, die mit einer purpurnen, flüssigen, metallisch aussehenden Substanz gefüllt waren, die hochradioaktiv gewesen sei und den Codenamen Xerum 525 gehabt haben sollen.“ Cook behauptet, dass „Wissenschaftler und Techniker, die an der Glocke arbeiteten und nicht an den Folgen starben, bei Kriegsende von der SS getötet wurden und das Gerät an einen unbekannten Ort gebracht wurde“. Cook behauptete auch, dass der SS-Beamte Hans Kammler diese Technologie später heimlich an das US-Militär verkauft habe.
Witkowskis Buch wurde später ins Deutsche und andere Sprachen übersetzt. Er behauptete, bei der Durchsicht von Dokumenten aus der Zeit des Zweiten Weltkriegs, die von der polnischen Regierung freigegeben worden waren, Beweise für die Glocke entdeckt zu haben, was ihn zu weiteren Nachforschungen in Archiven und Interviews veranlasste. Das erste Dokument hätte er von einem ungenannten polnischen Regierungsbeamten erhalten. Dies sei eine eidesstattliche Erklärung von General Jakob Sporrenberg gewesen, der während der Nachkriegsprozesse in Polen gestanden haben soll, die Ermordung von etwa 60 Personen angeordnet zu haben, die Kenntnis von dem geheimen Projekt hatten. Die Glocke soll unter der Ägide von Hans Kammler entstanden sein. Kurt Debus, Wernher von Braun und Walther Gerlach seien ebenfalls am Projekt beteiligt gewesen. Gemäß Witkowski sei die Glocke Anfang 1942 in einer Abteilung der Waffen-SS konzipiert und hauptsächlich in Einrichtungen in Niederschlesien betrieben worden, die aktiven Experimente hätten Mitte 1944 begonnen.
Witkowski spekulierte, dass es sich bei Xerum 525 um eine bestrahlte Form von Quecksilber handelte, die bei der Erzeugung eines Plasmas verwendet wurde, das als Waffe und/oder Antriebssystem gedacht war und möglicherweise in der Lage war, die Raumzeit zu verzerren.

## Rezeption
Die Berichte über die Glocke haben vor allem unter Verschwörungstheoretikern und UFO-Gläubigen Anhänger gefunden. Dem Autor Nick Cook wurde vorgeworfen, die Berichte über die Glocke ohne eine ausreichend kritische Auseinandersetzung mit dem Thema übernommen zu haben. In jüngerer Zeit hat der US-amerikanische Historiker Eric Kurlander das Thema in seinem 2017 erschienenen Buch über die NS-Esoterik Hitler's Monsters: A Supernatural History of the Third Reich diskutiert. Laut einer Rezension zitiert Kurlander „aus dem Reservoir der Nachkriegsverschwörungstheorien“ und „verlässt sich stark auf sensationslüsterne Berichte... und vermischt zeitgenössische Quellen mit sensationslüsterner Nachkriegsliteratur, Halbwahrheiten und fiktiven Berichten“, obwohl das Buch als „Versuch einer ernsthaften Auseinandersetzung“ anerkannt wird.
Die überwiegende Anzahl der Forscher und Historiker hält die Berichte über die Glocke und vergleichbare Wunderwaffen für unglaubwürdig, auch wenn Antigravitation ein ernsthaftes Forschungsgebiet ist. Es wurde vorgebracht, dass Witkowski keinerlei Beweise für die Existenz der Glocke vorlegen konnte und seine Beschreibung der Science-Fiction-Literatur aus den 1960ern ähnelt. Ein Artikel von National Geographic kam zum Schluss, dass die Gerüchte um fiktive Wunderwaffen in Verbindung mit der Geheimhaltung tatsächlicher fortschrittlicher Technologien wie der V-2-Rakete, die am Ende des Krieges vom US-Militär erbeutet wurde, dazu beitrugen, dass „sensationelle Enthüllungen in Buchlänge, Websites und Legionen von Enthusiasten entstanden, die in Gerüchten über Science-Fiction-ähnliche Waffen schwelgen, die angeblich von Hitlers Wissenschaftlern erfunden wurden“. Die Glocke sei ein Beispiel für solche Legenden und Spekulationen. Da die Deutschen verzweifelt versuchten, den Vormarsch der Alliierten aufzuhalten, hätten sie Antigravitationsgeräte eingesetzt, wenn sie tatsächlich über solche verfügt hätten.